# Лоялистские добровольческие силы
Лоялистские добровольческие силы (англ. Loyalist Volunteer Force), сокращение LVF (ЛДС) — британская военизированная радикальная организация, действовавшая в Северной Ирландии и придерживавшаяся идеологии лоялизма Ольстера. Основана лоялистом Билли Райтом в 1996 году после его ухода из Ольстерских добровольческих сил и нарушения режима о прекращении огня. Костяком ЛДС служили бойцы Центрально-Ольстерской бригады ОДС, командиром которой был Райт. С августа 1996 до Соглашения Страстной Пятницы ЛДС вели вооружённую борьбу с целью уничтожения ирландских республиканцев и были причастны минимум к 14 убийствам. Большая часть их жертв — ирландцы-католики, убитые по принципу случайного выбора. В августе 1998 года ЛДС прекратили вооружённую борьбу и сложили частично оружие, однако в начале 2000-х очередной раскол в движении лоялистов привёл к новой волне насилия. Члены ЛДС подозревались в преступной деятельности, несмотря на фактическое бездействие организации. В 2015 году спецслужбы Великобритании опубликовали заявление, по которому ЛДС превратилась из военизированного крыла политического движения в обычную организованную преступную группировку, орудующую в Центральном Ольстере и Антриме. В настоящее время деятельность Лоялистских добровольческих сил запрещена в Великобритании, сама организация признана террористической согласно законодательству Великобритании и США.

## Цели
В своих официальных документах и прессе (в том числе в журнале «Leading the Way») Лоялистские добровольческие силы, придерживавшиеся правой националистической идеологии, огласили следующие цели:

- Использовать ольстерский конфликт в качестве основного испытания перед долговременными, фундаментальными и решающими изменениями в государственном устройстве Великобритании.
- Восстановить право Ольстера на самоопределение.
- Остановить ирландскую националистическую агрессию против Ольстера в любой форме.
- Покончить с любыми формами ирландского вмешательства во внутренние дела Ольстера.
- Сорвать создание или реализацию любой всеирландской/всеостровной политической надструктуры вне зависимость от сил, участвующих в подобных организациях.
- Прекратить кампанию дебританизации и гэлизации ольстерской повседневной жизни.

Оригинальный текст (англ.)
- The use of the Ulster conflict as a crucible for far-reaching, fundamental and decisive change in the United Kingdom constitution.
- To restore Ulster's right to self-determination.
- To end Irish nationalist aggression against Ulster in whatever form.
- To end all forms of Irish interference in Ulster's internal affairs.
- To thwart the creation and/or implementation of any All-Ireland/All-Island political super-structure regardless of the powers vested in such institutions.
- To defeat the campaign of de-Britishisation and Gaelicaisation of Ulster's daily life.

В идеологии Лоялистских добровольческих сил присутствовали элементы христианского фундаментализма. Первым руководителем ЛДС был Билли Райт, вышедший незадолго до этого из тюрьмы и принявший крещение. По словам профессора Питера Ширлоу из белфастского университета Квинс, лоялисты отождествляли ирландское республиканское движение и ирландский национализм исключительно с католицизмом и считали протестантов Ольстера людьми, страдающими от «тёмных и сатанинских сил» на «данной Богом земле».

## История

### Начало
Билли Райт руководил Центрально-Ольстерской бригадой Ольстерских добровольческих сил, приняв командование от Робина «Шакала» Джексона в начале 1990-х, поскольку тот ушёл на пенсию. В октябре 1994 года все ольстерские лоялисты объявили о прекращении огня, однако это привело к росту напряжённости между руководством штабом бригады и собственно Райтом в Белфасте, пик пришёлся на июль 1996 года во время конфликта в Драмкри. Оранжевому ордену запретили проводить парад в квартале Гарвагхи в Портадауне, населённом ирландскими католиками и протестантами, что привело к тому, что у церкви Драмкри между сторонниками ордена и силами правопорядка завязалась потасовка. Райт возмутился тем, что парад был сорван, вследствие чего стал больше общаться с Гарольдом Грэйси, главой Портадаунской ложи Оранжевого ордена.
Бригада Райта в ответ на это противостояние стала готовиться к вооружённым действиям. Она перевезла самодельное оружие в церковь Драмкри, куда беспрепятственно заходили «оранжисты». 7 июля добровольцы бригады Райта у Агагаллона совершили вооружённое нападение на таксиста Майкла Макголдрика (католика) и застрелили его. Убийца рассказал, что собирался вместе с Билли Райтом и Марком Фултоном захватить трёх католических священников из графства Арма в заложники и потребовать от властей разрешить марш, угрожая в случае отказа застрелить троих. Позже бригада собиралась подвезти несколько бензовозов к домам националистов и взорвать цистерны, чтобы сжечь дома дотла.
За нарушение перемирия 2 августа 1996 года командование Центрально-Ольстерской бригады отстранило Райта и Портадаунский отряд от дальнейших действий. Райт ушёл со своим отрядом из ОДС и образовал собственную вооружённую организацию под названием Лоялистские добровольческие силы, приняв псевдоним «Завет» (англ. Covenant), под которым и выступал от имени ЛДС, принимая ответственность за совершённые вооружённые нападения. Позже Райта арестовали, предъявив ему обвинения в многочисленных убийствах гражданских лиц в Лургане и Портадауне, за что он получил 8 лет лишения свободы. Наказание отбывал в тюрьме Мэйз, где потребовал отдельное крыло для осуждённых членов ЛДС. Власти приняли его требования, и вскоре в тюремной камере стали собираться все узники-лоялисты (преимущественно из Белфаста и Северного Дауна), попавшие в тюрьму за неприятие мирного процесса урегулирования конфликта в Северной Ирландии.

### Убийство Билли Райта
В тюрьме Мэйз 27 декабря 1997 года Билли Райт был убит тремя волонтёрами Ирландской национальной освободительной армии — Кристофером «Калекой» Макуильямсом, Джоном Гленноном и Джоном Кеннауэем, которые были вооружены двумя пистолетами. Всех троих бросили в тот же блок, что и Райта. Во время переезда на встречу с родственниками Райт, сидевший в тюремном фургоне и охраняемый двумя людьми, был застрелен троицей. После убийства Райта все трое сдались охране, объяснив свои намерения:

Билли Райт был казнён только по одной причине — за то, что развязал террор против националистов, руководя им аккурат из своей тюремной камеры в Лонг-Кеш.
Оригинальный текст (англ.)Billy Wright was executed for one reason, and one reason only, and that was for directing and waging his campaign of terror against the nationalist people from his prison cell in Long Kesh.

Некоторые лица обвиняли ИНОА в сговоре с охраной тюрьмы, чтобы убить Райта. ИНОА отвергла эти предположения и опубликовала в газете «The Starry Ploug» в марте-апреле 1999 года подробности случившегося. В ту же ночь, когда был убит Райт, в гостинице «Гленганнон» около Данганнона боевики ЛВС ворвались на дискотеку и открыли огонь по танцевавшим. В момент нападения на танцплощадке было около 400 подростков, отель принадлежал католикам. Один бывший волонтёр Временной ИРА погиб, трое гражданских лиц были ранены. По предположению полиции, нападение было совершено из мести за гибель Райта, а целью атаки были именно гражданские лица; свидетели также подтвердили, что это была попытка массового убийства.

### Белфастское перемирие
В марте 1998 года во время переговоров по Белфастскому соглашению ЛДС выпустили заявление, в котором поддержали позицию лидера Демократической юнионистской партии Иана Пейсли, раскритиковавшего соглашение. Вместе с лидерами ЛДС выступали многие члены партии, в том числе преподобный Вилли Маккри, депутат Парламента Великобритании. В мае 1998 года ЛДС объявила о прекращении огня на время референдума по Белфастскому соглашению, но призывала избирателей голосовать против соглашения. Министерство по делам Северной Ирландии приняло заявление ЛДС о прекращении огня в ноябре того же года, что позволило на законных основаниях освободить всех арестованных членов ЛДС.
Независимая международная комиссия по разоружению приняла от Лоялистских добровольческих сил следующие единицы оружия:
- 4 пистолета-пулемёта
- 2 винтовки
- 2 пистолета
- 1 обрез и 31 патрон к обрезу
- 2 трубчатые бомбы
- 348 пуль и патронов разного калибра
- 5 электродетонаторов
- 2 приклада
- 5 оружейных магазинов

Была опубликована видеозапись уничтожения оружия, однако ещё четыре человека после подписания соглашения были убиты лоялистами.

### После прекращения огня

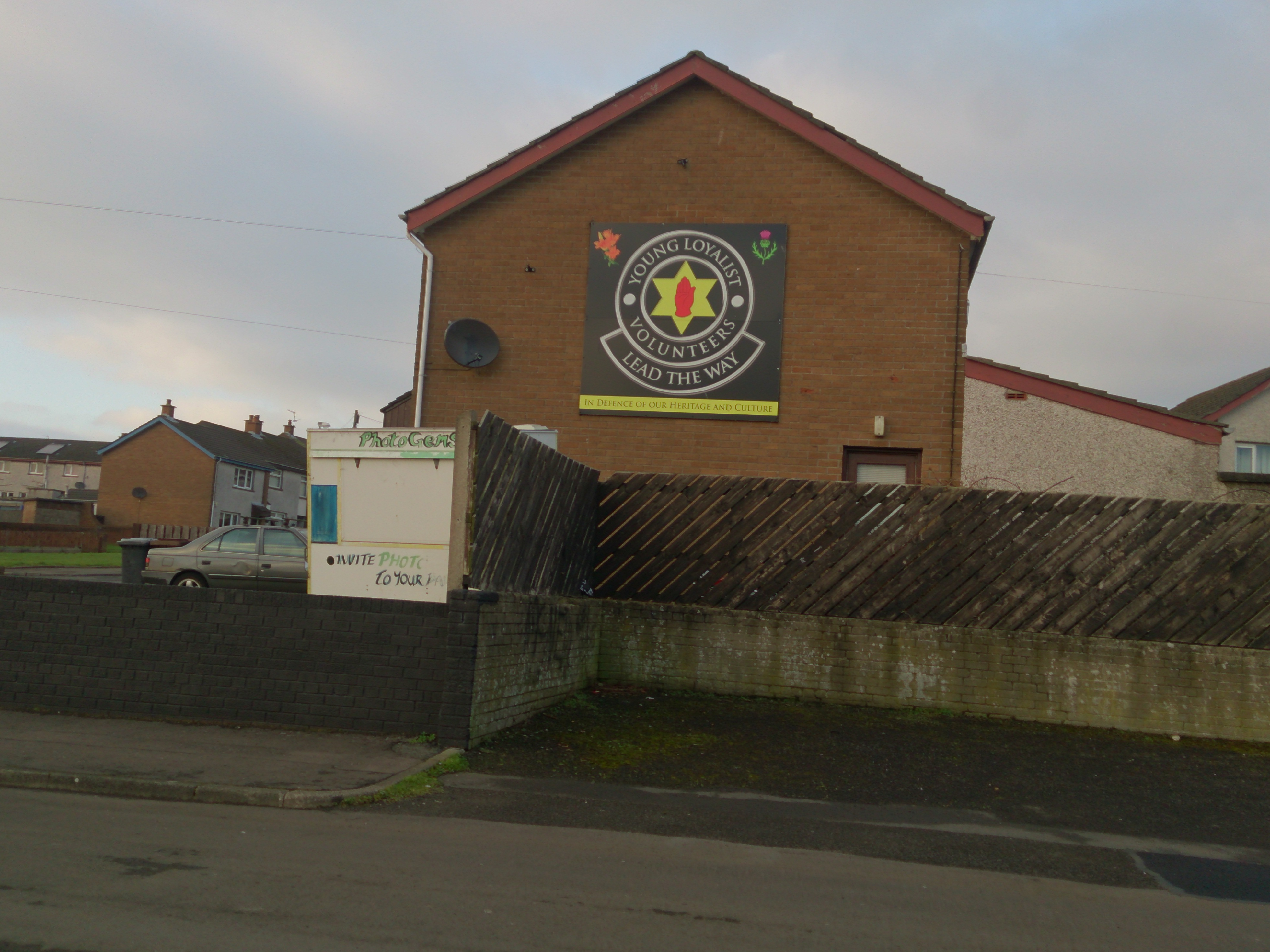
Логотип молодёжного крыла Лоялистских добровольческих сил в Бэлликрэйги, оплоте лоялистов

В начале 2000-х между «традиционными» ольстерцами и отколовшимися лоялистами начались войны и междоусобицы, а также убийства по принципу кровной мести. 12 октября 2001 года госсекретарь Северной Ирландии объявил, что режим прекращения огня со стороны лоялистов всех сторон больше не признаётся правительством. Лоялистские добровольческие силы продолжали выступать в защиту Оранжевого ордена в Драмкри, а в июле 2000 года, как заявили британские официальные лица, даже призвали на помощь ультраправую неонацистскую группировку Combat 18, члены которой получили убежище в Портадауне и Тандраджи. Combat 18 выступал против прекращения огня, но за примирение между лоялистами.
В 2002 году преемник Райта на посту лидера ЛДС Марк Фултон повесился в тюрьме Магаберри. По официальной версии, он совершил самоубийство. В июле 2005 года ИРА объявила о прекращении своей вооружённой борьбы и сложении оружия, а в сентябре того же года инспекторы объявили о полном разоружении ИРА. 30 октября лоялисты сделали аналогичное заявление. В феврале 2006 года Независимая комиссия по мониторингу подтвердила, что Ольстерские добровольческие силы и Лоялистские добровольческие силы прекратили вражду, однако ЛДС занялись уже криминальной деятельностью и переквалифицировались в ОПГ, занимавшуюся наркоторговлей (20-й отчёт исключил политическое влияние организации). Большая часть совершённых ЛДС преступлений были не политическими, а причастные к их совершениям лица делали это только по личным мотивам и за помощью обращались к организации только в редких случаях. В отчёте рекомендовалось усилить меры полиции с целью полного разгрома ЛДС.

## Список вооружённых нападений
Согласно базе данных Малкольма Саттона Conflict Archive on the Internet, от рук ЛДС погибли 18 человек:
- 13 гражданских (11 католиков и 2 протестанта)
- 3 члена Ольстерских добровольческих сил
- 1 бывший член Временной ИРА
- 1 член Лоялистских добровольческих сил

Ещё два убийства католиков Королевская полиция Ольстера списала на деятельность Ассоциации обороны Ольстера.

### 1996
- 7 июля: Агагаллон. Застрелен 31-летний водитель такси Майкл Макголдрик (католик), сидевший в машине. Убийца сжёг автомобиль. Убийство связывают с конфликтом в Драмкри, когда Оранжевому ордену запретили проводить парад на Гарвагхи-роуд в Портадауне[33]. Члены ЛДС прятали самодельное оружие в церкви Драмкри[англ.], куда беспрепятственно заходили члены Оранжевого ордена[13].

### 1997
- 20 января: принадлежавший католику микроавтобус взорван лоялистами в Ларне[34].
- 8 март: обстреляны зажигательными снарядами здания Совета по туризму Северной Ирландии[англ.] в Бэнбридже и Ньюкасле (графство Даун). Мотив для нападений — ответ на публичное заявление о включении всего острова Ирландия в маршруты путешествий и рекламные кампании Советом по туризму Северной Ирландии и Советом по туризму Республики Ирландия[англ.][34].
- 1 апреля: в Восточном Белфасте сгорела молельня баптистской церкви Маунтпоттингер. Пресс-служба Демократической юнионистской партии во главе с Сэмми Уилсоном обвинила католиков, а 20 апреля Дэвид Эрвайн[англ.], лидер Прогрессивной юнионистской партии[англ.], возложил ответственность на Лоялистские добровольческие силы, которые якобы хотели устроить провокацию[34].
- 12 мая: в деревне Беллаги[англ.] похищен 61-летний католик Шон Браун, которого забили до смерти и затем расстреляли. Труп найден в сгоревшей машине на Маниник-Роуд у Рэндалстауна[34].
- 14 мая: лоялисты попытались застрелить католика-водителя такси в Милфорде (графство Арма), однако оружие дало осечку, а он сбежал[34].
- 24 мая: в ирландском Дандолке лоялистами была заложена бомба на Кланбрэссил-Стрит, где находились множество магазинов. Полиция Ирландии обезвредила бомбу. Лоляисты предупредили, что в следующий раз будут атаковать без предупреждения, если Дублин продолжит вмешиваться в дела Ольстера[34][35]
- 2 июля: ЛДС объявляет об угрозе расстрела католиков в случае запрета Оранжевого марша на Гарвагхи-роуд в Портадауне[34]..
- 15 июля: 18-летняя Бернадетт Мартин в Агали убита четырьмя выстрелами в голову. Она ночевала у своего парня-протестанта[34].
- 24 июля: 16-летний Джеймс Морган из Ньюкасла (графство Даун) был похищен, подвернут пыткам и забит до смерти молотком. Тело облито бензином и сожжено, останки нашли в скотомогильнике около Клоу. За убийство осуждён Норман Купи[34][36].
- 5 августа: лоялисты попытались застрелить католика-водителя такси в Лургане, однако оружие дало осечку, а он сбежал[34]
- 12 августа: бунт в тюрьме Мэйз организован 27 заключёнными-деятелями ЛДС. Разгромлены крыла C и D в блоке 6 тюрьмы Мэйз[34].
- 14 августа: в Центральном Ольстере ЛДС совершены нападения на дома четырёх офицеров тюрем[34].
- 17 ноября: четыре небольшие бомбы были заложены лоялистами в Дандолке, однако полиция Ирландии обезвредила устройства вовремя[34].
- 5 декабря: у клуба Гэльской атлетической ассоциации в Гленгормли застрелен 36-летний католик Джерри Девлин[34].
- 27 декабря: в гостинице «Гленганнон» группа боевиков начала стрельбу на танцполе по сотням молодых людей. Погиб 45-летний охранник Шеймус Диллон (католик, бывший член ИРА), трое ранены. Убийство признали попыткой мести за смерть Билли Райта в тот же день[34]. Лоялистские добровольческие силы заявили, что это месть за преступления республиканцев против «веры, культуры и идентичности протестантов»[37].
- 31 декабря: в таверне «Клифтон» на Клифтонвилль-Роуд в Белфасте лоялисты открыли огонь. Погиб 31-летний католик Эдди Тринор, пять ранены. Королевская полиция Ольстера предположила, что это сделали несколько членов Ассоциации обороны Ольстера[34].

### 1998

#### Январь — март
- 10 января: стрельба в ночном клубе «Space» на Тэлбот-Стрит в Белфасте. Застрелен охранник, 28-летний католик Тэрри Энрайт, который занимался реабилитацией молодых людей, пытавшихся уйти от межконфессионального насилия. ЛДС объявили это актом мести за смерть Билли Райта[38][39].
- 18 января: в Магере похищен около своего дома и застрелен 28-летний католик Фергал Маккаскер. Труп обнаружен рядом с центром по работе с молодёжью у Тиркейн-Роуд[38].
- 19 января: 52-летний водитель такси Ларри Бреннан (католик) застрелен в своей машине на Ормо-Роуд. Обвинения выдвинуты в адрес Ассоциации обороны Ольстера, которая мстила за смерть Джима Гвини от рук ИНОА, случившуюся несколькими часами ранее[38].
- 23 января: 39-летний католик Лиам Конуэй, работавший в строительной фирме, убит на Хескет-Роуд в Белфасте[38]
- 24 января: 33-летний водитель такси, католик Джон Макколген, подобрал незнакомцев на Андерстаун-Роуд и получил от них просьбу доехать до Аппер-Глен-Роуд. Потом он был ими застрелен, труп выброшен у дороги, нападавшие угнали машину[38].
- 25 января: в Лургане в кабине грузовика был тяжело ранен католик, в которого сделали несколько выстрелов[38][40].
- 27 января: лоялисты попытались застрелить католика-водителя такси в Северном Белфасте, однако оружие дало осечку, а он сбежал[38]
- 27 января: Совет по Добровольным действиям Северной Ирландии сообщил, что в Центральном Ольстере католики получают письма с угрозами от Лоялистских добровольческих сил[38].
- 4 февраля: ЛДС берёт на себя ответственность за стрельбу в Лургане в протестанта, от которого потребовали убраться прочь[38].
- 23 февраля: в Дромаде (графство Лаут, Ирландия) лоялисты заложили бомбу в полицейском участке, которую удалось обезвредить. ЛДС пригрозили продолжить атаки в отношении Республики Ирландия[41]
- 3 марта: 26-летний католик Дэмиан Трейнор и 34-летний протестант Филип Аллен, которые были близкими друзьями, застрелены в католическом баре «Рэйлвэй» в Пойнтзпассе. Боевики ворвались в бар, потребовали от обоих лечь на пол и потом расстреляли их в упор[38].
- 5 марта: в протестантском квартале Антрима женщина-протестантка, которая была замужем за католиком, и её дочь ранены в результате вооружённого нападения лоялистов[38].
- 8 марта: лоялисты начали серию угроз в отношении ряда политиков, бизнесменов и священников протестантской церкви, которые выступали за мирное решение конфликта[38].
- 17 марта: ЛДС взяли на себя ответственности за попытку взрыва бомбы в Ларне в приходе Сент-Комгалл, где люди отмечали День Святого Патрика. Двое человек установили бомбу, однако она не сработала и позже была обезврежена сапёрами[38][42].

#### Апрель — декабрь
- 21 апреля: в Портадауне застрелен 29-летний католик Эдриан Ламф. Лоялист подъехал на велосипеде к месту работы Ламфа — центр утилизации мусора Fairgreen на Дьюк-Стрит — и застрелил Ламфа. Последний стал первой жертвой конфликта с момента подписания Белфастского соглашения[38].
- 25 апреля: в Крамлине застрелен 22-летний католик Киаран Хеффрон, шедший домой[38]. В Агинлиге (графство Арма) 25 человек в тот же день бежали из бара, где неизвестный чуть не взорвал бомбу[43].
- 15 мая: на время референдума по Белфастскому соглашению объявлено перемирие, однако ЛДС агитировали голосовать против соглашения.
- 2 июля: протестантами за 10 часов сожжены 10 церквей в местечках Крамлин, Лисбурн, Дромор, Каслуэллан, Бэнбридж, Лоренстаун, Тандраги и Данганнон в знак протеста против запрета марша Оранжевого ордена в Драмкри[44]. Также в Дерри были подожжены два дома католиков[38]
- 15 июля: в гостинице Дублина два сотрудника технического бюро[англ.] полиции Ирландии пострадали в результате взрыва бомбы, спрятанной в посылке. Во взрыве обвинили ЛДС[45].
- 8 августа: ЛДС объявляет, что «война закончена».

### С 1999 года
- 26 марта 1999: ЛДС предупредили, что в случае, если «временное» крыло ИРА не начнёт разоружение, кровопролитие возобновится.
- 5 июня 1999: трубчатые бомбы, заложенные боевиками ЛДС, взорвались в двух домах в районе Коркрейн Портадауна. В результате погибла 59-летняя протестантка Элизабет О'Нил, которая была замужем за католиком[46].
- 10 января 2000: командир Центрально-Ольстерской бригады ОДС, 46-летний Ричард Джеймсон был застрелен в своей машине около своего дома на Деррилеттифф-Роуд в Портадауне. Он был членом Оранжевого ордена[47]. Убийство связали с междоусобицами лоялистов[48].
- 26 мая 2000: в своём доме у Силверстрим-Парк в Белфасте убит 35-летний Мартин Тейлор из ОДС. Убийство связали с междоусобицами лоялистов[48]
- 11 апреля 2001: в Тандраги убит 37-летний Грэм Маркс из ОДС, член Оранжевого ордена[47]. Убийство связали с междоусобицами лоялистов[49]